# Mercenarios de la antigua península ibérica

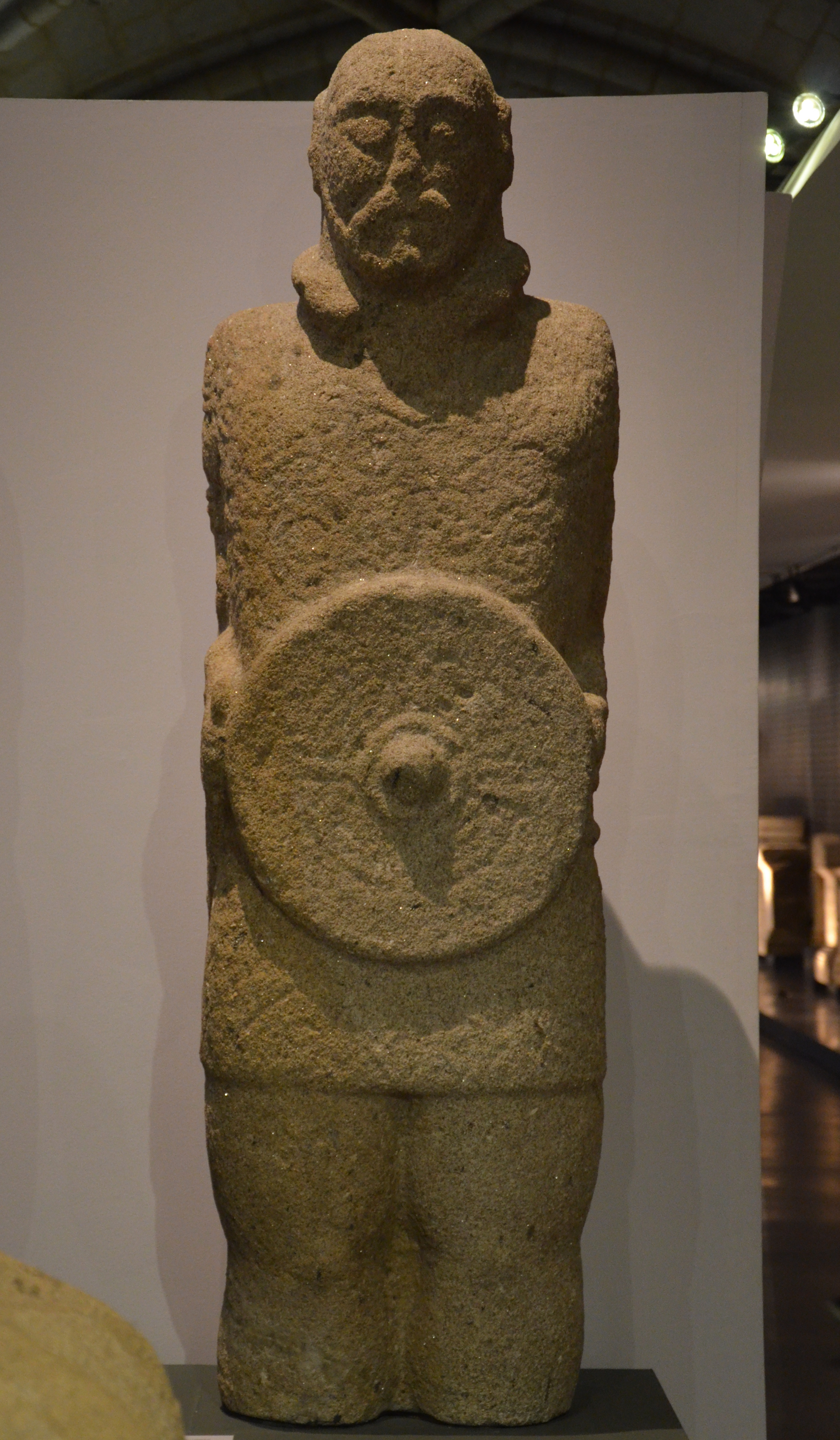
Estatua de un guerrero galaico.

La vida mercenaria ha sido según las crónicas una costumbre de la península ibérica desde la Edad del Hierro, particularmente localizada en el área central española y en las islas Baleares. Durante estos siglos, abandonar la etnia propia y convertirse en soldado de fortuna para otras culturas era una forma de escapar de la pobreza y encontrar oportunidades para ejercer sus tradiciones guerreras. A partir del siglo V a. C., el mercenariazgo se volvió un auténtico fenómeno social en Hispania, ocasionando que muchos hispanos de tierras distantes se alistasen en masa en los ejércitos de Cartago, Sicilia, Grecia y Roma, así como otros pueblos más ricos de Hispania.
El prestigio de los mercenarios hispanos es omnipresente en las mismas crónicas. Estrabón y Tucídides les consideran entre las mejores fuerzas militares del área del Mediterráneo, y Tito Livio habla de ellos como "la flor de todo el ejército" de Aníbal (id roboris in omni exercitu). Polibio también era de la opinión que las fuerzas hispanas fueron la razón de varias victorias cartaginesas a lo largo de la segunda guerra púnica.

## Trasfondo
Como es habitual en todo lo relativo al ejército de Cartago, las fuentes antiguas no siempre diferencian entre mercenarios, soldados atraídos por una paga, y vasallos, guerreros atados por pactos y beneficios feudales. De la misma manera, la procedencia exacta de los combatientes hispanos a menudo queda emborronada por la terminología de los autores, que utilizan con frecuencia el apelativo "ibero" para referirse no sólo a los pueblos íberos costeros, sino a toda la península ibérica, con toda la confusión que ello trae. En cualquier caso, la evidencia apunta a la que Hispania se convirtió en una cantera de soldados de fortuna desde la Edad del Hierro temprana. Las razones para esto eran eminentemente económicas: hallándose las propiedades agriculturales y ganaderas concentradas en las manos de la oligarquía tribal, el pueblo llano se veía obligado a servir en otras regiones a cambio de un emolumento para escapar de una pobreza virtual en sus pueblos nativos. Dado el marcado carácter cultural guerrero de las tribus hispanas, las principales alternativas eran o el bandidaje o el mercenariazgo. Las principales regiones donde se daba esta dinámica eran Lusitania y la Celtiberia, aunque también existían tradiciones mercenarias fuertes entre los cántabros, los nativos de las islas Baleares y varias etnias más.

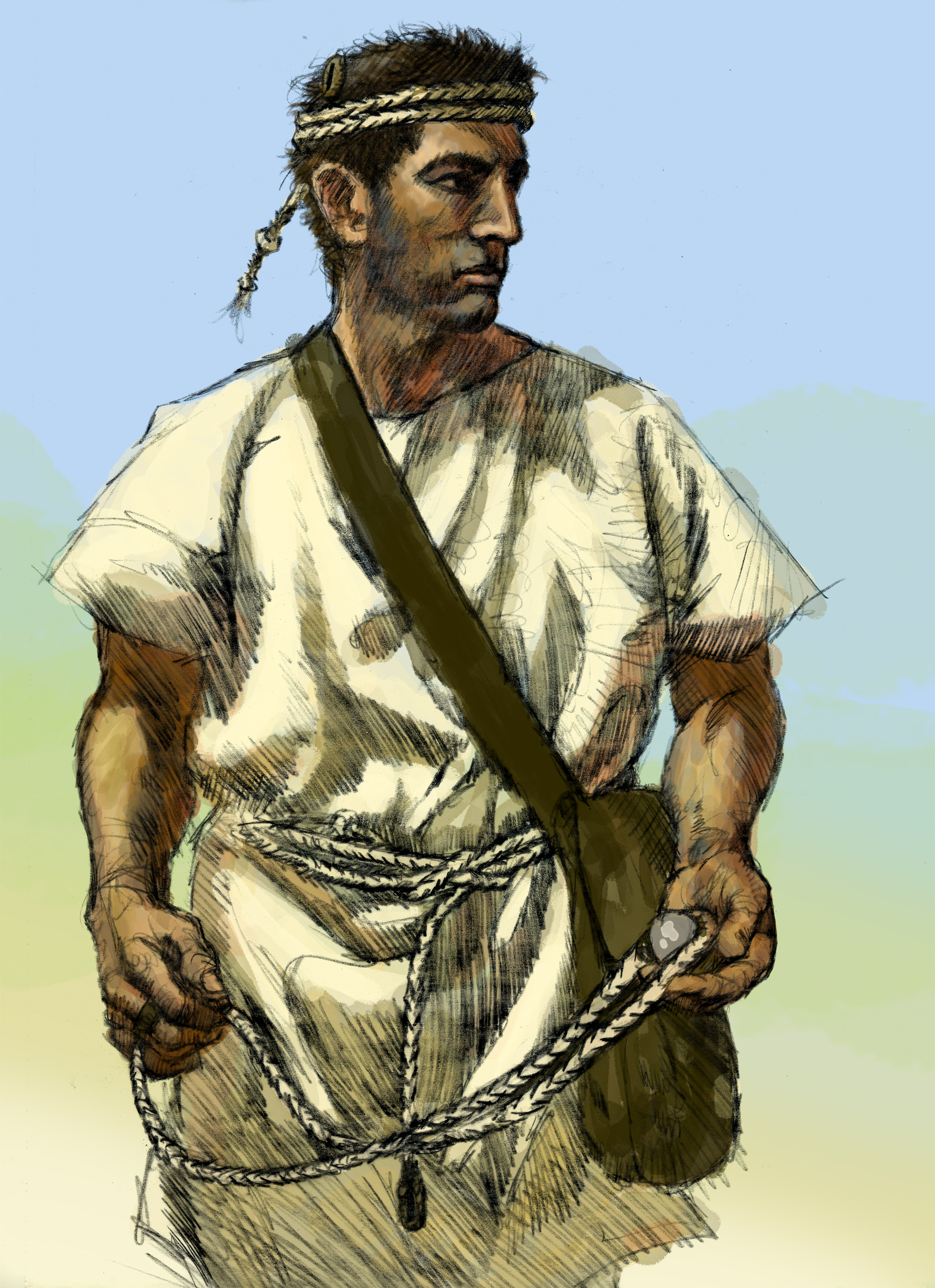
Hondero baleárico.

Los mercenarios de la península ibérica no trabajaban individualmente, sino en pequeñas unidades formadas por amigos, parientes y vecinos, las cuales eran regidas por sus propios comandantes y conservaban sus armas, tácticas y rasgos culturales. Estas unidades serían entonces manejadas por sus contratantes, que las aglutinarían con otras unidades de su misma y otras procedencias para formar contingentes. Sus integrantes no siempre tenían esperanzas o intenciones de regresar a la península ibérica, ya que algunos esperaban recibir asiento en las culturas para las que trabajaban, mientras que otros vivirían de una manera coloquialmente conocida como día a día; los baleáricos eran especialmente famosos por derrochar al instante todo el dinero que ganaban, hasta el punto de que algunos cronistas supusieron que volver a casa con oro sin gastar debía de ser tabú en las Baleares. Los que sí volvían a sus tierras, en cambio, lo hacían con el reconocimiento y prestigio de los máximos exponentes de una cultura guerrera. No debe interpretarse, sin embargo, como que sus destinos militares eran siempre remotos, ya que en ocasiones eran simplemente otras regiones ricas de Hispania las que traían mercenarios. En Turdetania y Bastetania era especialmente común emplear célticos y celtíberos como guardias y soldados, hasta el punto que las más importantes de sus figuras militares, como Istolacio, Indortes y posiblemente Audax, Minuro y Ditalco, eran mercenarios celtas.
Los principales centros de reclutamiento peninsulares eran Gadir, Ampurias, Cástulo, Baria (actualmente Villaricos) y las islas Baleares. Desde allí, los combatientes celtas y baleáricos serían reclutados por emisarios especializados de Cartago, Siracusa o cualquiera que fuera su destino. La fama de los mercenarios hispanos alcanzaba la otra punta del Mediterráneo, como puede verse en las palabras de Alcibíades. Eran conocidos por su dureza, disciplina y habilidad, así como por la calidad de sus armas, y no menos por su ferocidad, hasta el punto de que existían regiones donde se creía que los hispanos y los galos al servicio de Aníbal eran depravados que practicaban la antropofagia. Cartago y Siracusa se convirtieron en sus contratadores habituales fuera de Hispania, pero también tuvieron presencia en Atenas y Esparta, y restos arqueológicos apuntan a que también podrían haber actuado en teatros del sur de Italia y de los reinos epiro-macedonios.

## Siglos V a IV antes de Cristo

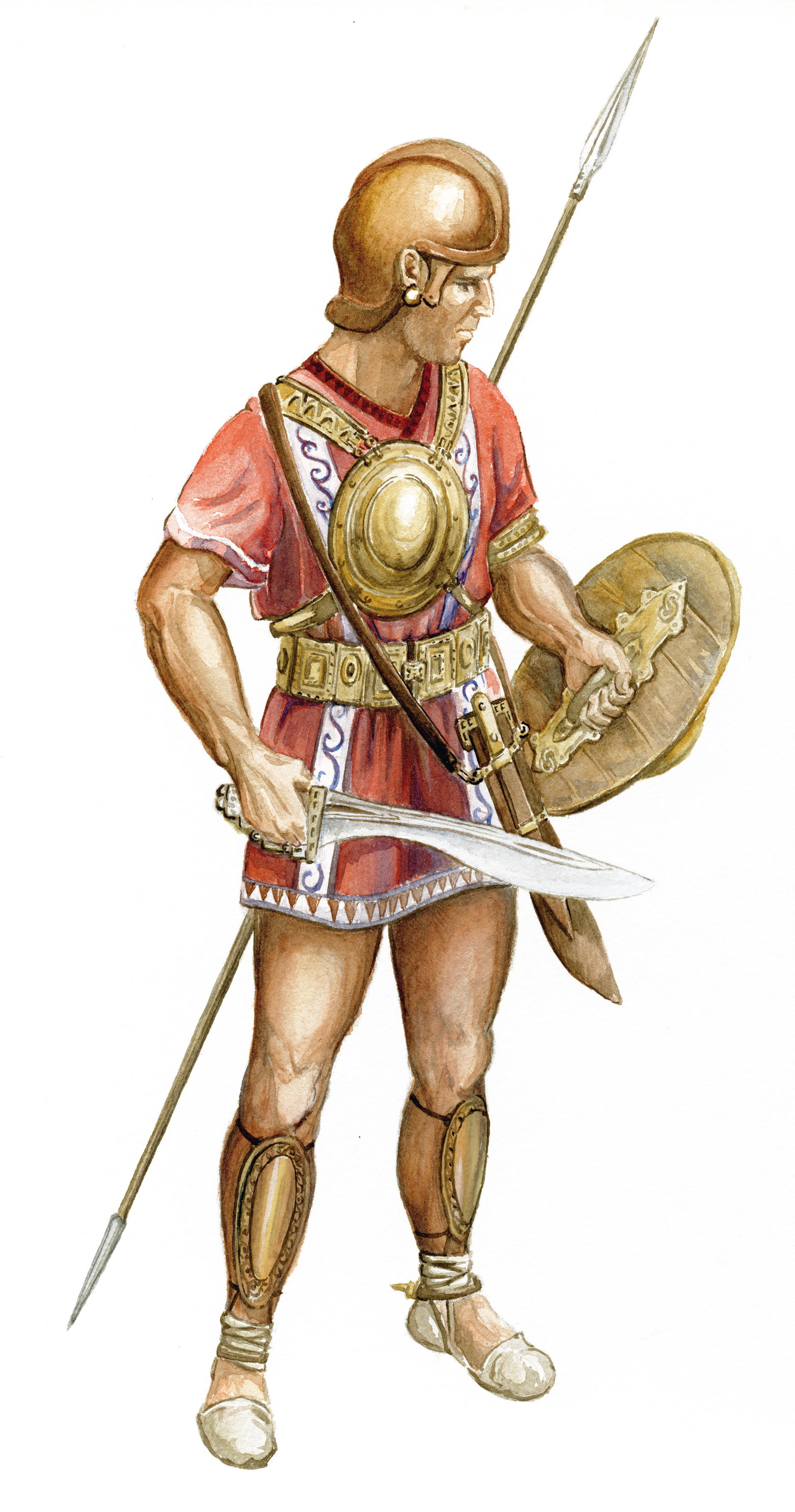
Imagen de un soldado ibero.

Las primeras menciones de mercenarios ibéricos se dan en las guerras sicilianas, acaecidas entre el 480 a. C. y el 307 a. C., en las que formaron parte de las tropas púnicas en suelo siciliano. Aunque se cree que podrían haber estado ya en nómina de Cartago en 535 a. C., cuando la colonia fenicia emprendió sus campañas en Cerdeña, el auténtico debut de los hispanos sucedió en la batalla de Hímera, donde Diodoro y Heródoto cuentan que marchaban como parte de la expedición de Amílcar Magón contra las fuerzas griegas de Gelón. Los hispanos fueron las únicas fuerzas púnicas en reagruparse y defender el campamento cartaginés tras la batalla, infligiendo numerosas bajas a los griegos hasta que la llegada de las fuerzas de Terón les obligó a huir a los barcos y volver a África. Contingentes similares de íberos aparecen también en las tomas de Selinunte y Hímera, en las que encabezaron los asaltos finales, y en las batallas de Agrigento, Gela y Camarina, así como el sitio de Siracusa.
Posiblemente influidos por el éxito de los púnicos, los propios griegos empezaron a contratar a mercenarios hispanos durante la guerra del Peloponeso. El estadista Alcibíades trajo varios con él a la Liga del Peloponeso tras una campaña de reclutamiento en Sicilia, y más tarde Aristarco los utilizó también durante el golpe de Estado de los Cuatrocientos en 411 a. C.
En el año 396, después de que el corrupto general cartaginés Himilcón abandonase a su suerte a todos sus mercenarios en Sicilia tras la tercera guerra siciliana, las fuerzas ibéricas fueron las únicas en sobrevivir a la subsecuente masacre. En vez de disgregarse y tratar de huir, los hispanos hicieron formación de batalla, marcharon hasta presencia de Dionisio I de Siracusa, su enemigo hasta entonces, y le ofrecieron atrevidamente sus servicios. Impresionado por su valentía y sobriedad, el rey los contrató como su guardia personal. Más tarde, en 368 a. C., su hijo Dionisio II envió un contingente de celtas e iberos a la guerra entre Tebas y Esparta, donde los mercenarios ayudaron a los espartanos a mantener el asedio de Corinto. Además de su participación contra el ejército tebano, capturaron su territorio aliado de Sición antes de volver a Sicilia.
Se cuenta que cuando Platón visitó a su amigo Dioniso II en el año 361, tuvo la oportunidad de presenciar una rebelión de los guardias ibéricos del rey debido a los intentos de este de reducir su salario. Los mercenarios marcharon por la acrópolis cantando el peán de guerra y formaron ante el palacio, asustando hasta tal punto a Dioniso II que no sólo no les redujo la paga, sino que se la aumentó. Más tarde, en el bando contrario, un contingente de mercenarios baleares al servicio de Amílcar Giscón fue vital para la victoria cartaginesa en la batalla de Hímera de 311.

## sigloIIIantes de Cristo
En 274 a. C., Hierón II de Siracusa terminó con la tradicional presencia mercenaria en Sicilia a fin de prevenir más motines. Para esto, los envió contra los mamertinos, un cuerpo de merodeadores italianos asentado en la ciudad de Centuripa, y allí les traicionó retirando al resto de las fuerzas griegas. Superados numéricamente y sin apoyo, los mercenarios lucharon bravamente, pero fueron derrotados y diezmados sin remedio por los mamertinos. Sin embargo, es probable que el rey volviera a contratar mercenarios hispanos, ya que éstos aparecen mencionados por Livio entre las fuerzas de su nieto Hierónimo.
La presencia de peninsulares no regresó a Sicilia de mano de los púnicos hasta el año 264, esta vez en el ejército comandado por Hannón. Esta empresa fue un fracaso, aunque la mayoría de mercenarios -no sólo ibéricos, sino también galos, ligures, libios, baleares y griegos sobrevivió y regresó a África, donde causaron la Guerra Inexpiable cuando el senado cartaginés se negó a pagarles. Amílcar Barca fue el encargado de exterminarlos. Sería en la segunda guerra púnica, sin embargo, que los mercenarios hispanos volvieron a ser un factor en la ecuación principal, especialmente debido a que Hispania se convirtió en el primer y uno de los principales escenarios de la guerra.

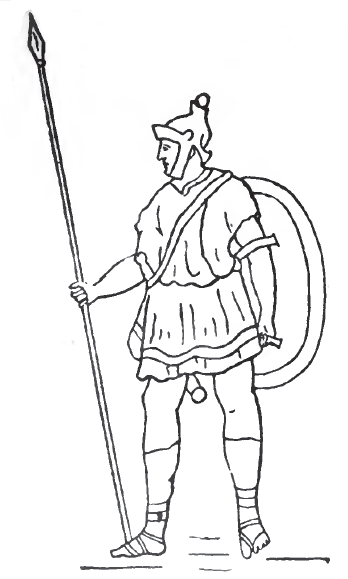
Dibujo de un hispano en el ejército de Aníbal.

Tras la llegada de Amílcar Barca a la península ibérica en el 237 a. C., Cartago conquistó con éxito varias tribus íberas y consiguió refuerzos de éstas, ya fuera a través de alianzas o usando rehenes. Tras su muerte, su hijo Aníbal heredó sus planes de llevar un ejército expedicionario a Italia. Como se mencionó antes, se vuelve difícil diferenciar a mercenarios de vasallos bárcidas, excepto cuando sus procedencias no se sitúan en regiones capturadas o tributarias, ya que aparentemente ésta fue la única diferencia que Aníbal hizo entre ellos. En 218, antes de partir de Cartago Nova, envió a 16 000 siervos bastetanos, oretanos y olcades a Cartago a cambio de 15 200 lanzadores de jabalina africanos, previniendo así cualquier posible rebelión de ambos al emplazarlos lejos de sus tierras de origen. También licenció, antes de cruzar los Pirineos, a un grupo de carpetanos que no deseaban dejar Hispania. A consecuencia de estas políticas, Aníbal mantuvo consigo sólo a los hispanos que le guardaran auténtica devoción, lo cual incluiría presumiblemente a los mercenarios de élite y a los vasallos más leales. Se estima que su ejército llevaba entre 8000 y 10000 hispanos, contando la suma de sus tribus peninsulares, cuando alcanzó a Italia. La mayoría de ellos podrían haber seguido vivos y en activo cuando el general púnico volvió a Cartago en 202 a. C.
La variedad y procedencia de los mercenarios hispanos de Aníbal no ha sido recogida con fidelidad, aparte de celtiberos, lusitanos y baleares, que son los únicos mencionados expresamente por las fuentes. Aníbal los empleaba estratégicamente de acuerdo con sus especialidades: los dos primeros y sus 2000 caballos ibéricos servían como caballería pesada y de montaña, sobre todo en comparación con la caballería númida, sólo apta para escaramuzas y llanuras; los celtíberos también desempeñaban tareas de infantería de vanguardia, más famosamente en la batalla de Cannas, donde ellos y los galos consiguieron aguantar la línea necesaria para el movimiento de pinza que ganó la batalla; y los baleáricos, contándose entre 1000 y 2000 hombres, destacaban por sus jabalinas y hondas pesadas, con lo que servían de hostigadores y combatientes a distancia. Silio Itálico habla de aún más tribus peninsulares en su ejército, incluyendo vetones, galaicos (combinados con los lusitanos en un solo batallón), cántabros, astures y vascones, aunque algunos autores han dudado de esta diversidad. Probablemente, el grueso del mercenariazgo español de Aníbal lo componían celtíberos y lusitanos, como atestigua el discurso de Aníbal antes de la batalla del Tesino.
Otros celtíberos lucharon motu proprio contra Cartago después de su pacto con Roma, derrotando a Asdrúbal Barca en el año 217. Cuatro años después se convertirían en los primeros mercenarios oficialmente contratados por Roma, ya que ciertas complicaciones obligaron a Publio Cornelio Escipión a pagarles para retenerlos en su bando. Según Livio y Apiano, Escipión envió a 200 de ellos a Italia para intentar convencer a sus homólogos anibálicos de desertar del bando cartaginés, lo que habría ayudado a minar la confianza de Aníbal en ellos incluso si pocos llegaron a abandonarle. Pronto, sin embargo, Asdrúbal volvió las tornas, ya que la mayor familiaridad de los púnicos con la política mercenaria de Hispania le permitió sobornar a los celtíberos de Escipión. Éstos se negaron a volverse contra él por cuestión de principios, pero sí accedieron a abandonarle, con lo que Escipión perdió la mayor parte de su ejército en un momento crítico y fue muerto junto con su hermano en el año 211. El mismo año, posiblemente inspirados por una deserción de íberos y númidas a Marco Claudio Marcelo tras la batalla de Nola en 215 a. C., dos comandantes celtíberos llamados Merico y Beligeno entregaron a sus compañeros de Siracusa y se unieron también a Marcelo. Otra deserción sucedió en Arpi, donde 1000 hispanos se unieron a Roma, aunque esto podría haber sido en realidad un intercambio para sacar a 5000 africanos leales de la ciudad. En cualquier caso, estas parecen haber sido las únicas excepciones a la lealtad mercenaria. Los hispanos generalmente veneraban a sus caudillos púnicos, considerándolos sus comandantes supremos o strategos autokrátor, y en varios casos, como las derrotas de Asdrúbal, Giscón y Hannón, murieron en el campo antes que dar la batalla por perdida. El mismo Aníbal los incluía entre sus tropas más valiosas, casi al nivel de sus compatriotas africanos, y muy por encima de los indisciplinados galos y ligures.
En 209 a. C., después de reunir huestes de celtíberos y cántabros, Asdrúbal Barca puso rumbo a Italia para encontrarse con su hermano. Sin embargo, su incursión fue descubierta y destruida en la batalla del Metauro en 207, en la que Asdrúbal y los hispanos bajo su mando cayeron tras luchar hasta e final. Algunos celtíberos, empero, consiguieron abrirse paso y llegar hasta Aníbal. El mismo año, los generales Magón Barca y Hannón el Viejo se desplazaron a Celtiberia para reunir otro ejército, pero un ataque romano, esta vez encabezado por Marco Silano y guiado por nativos sobornados, puso fin al esfuerzo antes de que pudieran partir hacia Italia. Esta resultaría ser una mala decisión por parte de roma, ya que los pueblos celtíberos consideraron esto una intrusión y decidieron unirse a la revuelta ilergete de Indíbil y Mandonio del próximo año. Sea como fuerte, Magón pudo huir con 2000 supervivientes a la ciudad aliada de Gadir. Después de la batalla de Ilipa, envió a su prefecto Hannón a reunir en secreto otro ejército mercenario, pero la mala gestión de este comandante y la rápida reacción de Roma durante la batalla del Guadalquivir pusieron fin a la iniciativa. Reuniendo a todos los supervivientes de la revuelta ilergete y el grupo de Hannón que pudo encontrar, posiblemente 12 000, Magón embarcó en una flota y abandonó Gadir. Finalmente, tras un intento infructuoso de recapturar Cartago Nova por el camino, Magón desistió de intervenir más en Hispania y puso proa a Italia con nuevos refuerzos baleáricos.
El último gran despliegue de mercenarios hispanos en la segunda guerra púnica fue en un intento final de defender el territorio de Cartago. Haciéndose con 4000 celtíberos enviados por Magón, Asdrúbal Giscón y el rey númida Sifax se enfrentaron a Escipión el Africano en la batalla de los Grandes Campos, siendo derrotados. El encuentro fue amargo para ambos bandos, ya que anteriormente Escipión había indultado a muchos de los celtíbros de la revuelta de Indíbil sólo para encontrárselos allí de nuevo luchando contra Roma, y de la misma manera, los celtíberos sabían que no recibirían piedad una segunda vez en caso de rendición. Por ello, cuando los 4000 se encontraron —como era habitual— siendo los únicos efectivos púnicos que mantenían la disciplina, eligieron dar batalla hasta el final y murieron lealmente en sus puestos. Todavía hubo algún intento más por parte de Cartago de traer a mercenarios ibéricos, pero los saguntinos interceptaron a sus reclutadores y los vendieron a Roma. En 202 a. C., Aníbal llegó de Italia con lo que quedaba de su ejército y lo combinó con el de Magón, que había muerto en el mar en su propio viaje de vuelta a África. Esta última formación se enfrentó a Escipión en la batalla de Zama, donde Roma se alzó con la victoria y puso fin a la segunda guerra púnica. La derrota de Cartago fue sinónimo con el fin de su tradición militar multiétnica, ya que el tratado impuesto por Roma les prohibió volver a reclutar mercenarios.

## antes de Cristo

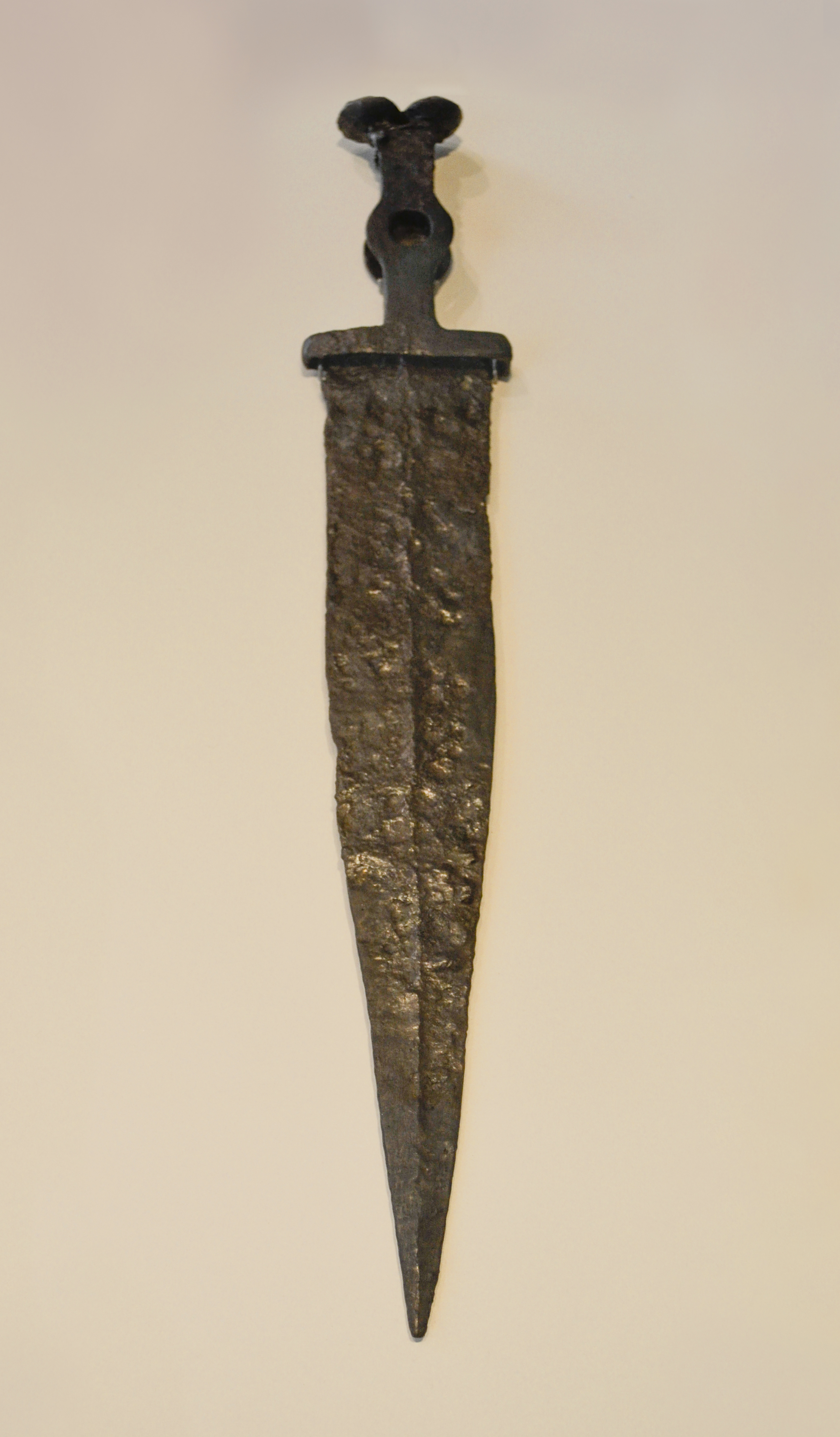
Una espada de antena, usada por los celtíberos de Aníbal y adoptada por los romanos.

## Siglos II y I antes de Cristo
A pesar de la retirada de Cartago de Hispania, la costumbre peninsular del mercenariazgo pervivió. Entre los años 197 y 195 a. C., los turdetanos emplearon 30 000 celtíberos como tropas de élite durante la Revuelta Íbera, y en 147 a. C. el prefecto romano de Cayo Vetilio empleó sin éxito un contingente de titos y belos contra los rebeldes lusitanos de Viriato. Así mismo, Julio César empleó honderos baleares en la guerra de las Galias.